# Mustapur, Homnabad
Mustapur là một làng thuộc tehsil Homnabad, huyện Bidar, bang Karnataka, Ấn Độ.